# 中井悦雄
中井 悦雄（なかい えつお、1943年6月24日 - 1979年8月23日）は、大阪府出身のプロ野球選手。

## 来歴・人物
大鉄高等学校（現:阪南大学高等学校）では1960年、2年の時に春の選抜に出場。1年先輩の伊藤幸男、小野坂清、同期の土井正博（2年で中退）がチームメートだった。1回戦でエース伊藤のリリーフに立つが東邦に逆転負けを喫する。
卒業後は関西大学に進学するも中退し、1963年に阪神タイガースに入団する。同年はファームでの出場が多かったが、ウエスタン・リーグでは13勝1敗で防御率、勝率、最多勝の3タイトルを獲得。9月には一軍で起用され、7日の巨人戦の9回に敗戦処理で初登板し王貞治から三振を奪うなど三者凡退に抑えた。18日の大洋戦で1点ビハインドの8回表から救援登板し、9回裏に遠井吾郎の逆転サヨナラ2ランが出てプロ初勝利を手にした。連投で臨んだ翌19日の大洋戦で初先発を果たし、8安打3奪三振で初完封勝利を飾る（スコア1-0）。その後も24日の国鉄戦（2-0）、29日の中日戦（6-0）で完封し3試合連続完封勝利を記録、10月17日の広島戦の2回に藤井弘に本塁打を打たれるまでデビューから31イニング連続無失点を記録した（セ・リーグ記録）。開幕からの連続無失点記録については2023年5月9日に同じ阪神の村上頌樹が中井の記録に並んでいる（ドミンゴ・サンタナ（東京ヤクルトスワローズ）に本塁打を打たれたことで開幕からの連続無失点記録が31イニングで途絶えている）。同年の一軍登板は7試合だったが、4勝1敗3完封を記録した。
非常に期待された選手であったが、翌1964年に交通事故で負傷してからは伸び悩んだ。1965年オフに自由契約になるが1年のブランクを経て1966年オフに再び阪神タイガースに復帰。一軍登板は無く1968年オフに西鉄ライオンズに移籍。
移籍後は先発としても起用されるが結果を残せず、中継ぎとして活躍した。1970年には自己最多の42試合に登板する。1971年限りで現役引退。
以後は会社員だったが、1979年に阪神タイガースの二軍投手コーチ補佐として現場復帰を果たす。しかし、同年8月23日に心不全で急逝、36歳没。
主な球種はカーブ、シュート。

## 詳細情報

### 年度別投手成績
| 年 度     | 球 団     | 登 板 | 先 発 | 完 投 | 完 封 | 無 四 球 | 勝 利 | 敗 戦 | セ 丨 ブ | ホ 丨 ル ド | 勝 率 | 打 者 | 投 球 回 | 被 安 打 | 被 本 塁 打 | 与 四 球 | 敬 遠 | 与 死 球 | 奪 三 振 | 暴 投 | ボ 丨 ク | 失 点 | 自 責 点 | 防 御 率 | W H I P |
| --------- | --------- | ----- | ----- | ----- | ----- | -------- | ----- | ----- | -------- | ----------- | ----- | ----- | -------- | -------- | ----------- | -------- | ----- | -------- | -------- | ----- | -------- | ----- | -------- | -------- | ------- |
| 1963      | 阪神      | 7     | 5     | 3     | 3     | 0        | 4     | 1     | --       | --          | .800  | 136   | 37.0     | 25       | 3           | 10       | 0     | 0        | 14       | 1     | 0        | 5     | 5        | 1.22     | 0.95    |
| 1964      | 阪神      | 11    | 5     | 0     | 0     | 0        | 1     | 2     | --       | --          | .333  | 133   | 31.2     | 36       | 5           | 8        | 0     | 0        | 15       | 0     | 0        | 17    | 13       | 3.66     | 1.39    |
| 1965      | 阪神      | 1     | 0     | 0     | 0     | 0        | 0     | 0     | --       | --          | ----  | 4     | 1.0      | 1        | 1           | 1        | 0     | 0        | 0        | 0     | 0        | 1     | 1        | 9.00     | 2.00    |
| 1969      | 西鉄      | 31    | 2     | 0     | 0     | 0        | 0     | 3     | --       | --          | .000  | 237   | 60.0     | 49       | 4           | 18       | 1     | 1        | 44       | 0     | 0        | 27    | 25       | 3.75     | 1.12    |
| 1970      | 西鉄      | 42    | 1     | 0     | 0     | 0        | 3     | 0     | --       | --          | 1.000 | 362   | 85.2     | 79       | 8           | 33       | 0     | 3        | 64       | 1     | 0        | 35    | 31       | 3.24     | 1.31    |
| 1971      | 西鉄      | 17    | 0     | 0     | 0     | 0        | 1     | 0     | --       | --          | 1.000 | 135   | 30.1     | 30       | 4           | 17       | 0     | 3        | 8        | 0     | 0        | 18    | 16       | 4.80     | 1.55    |
| 通算：6年 | 通算：6年 | 109   | 13    | 3     | 3     | 0        | 9     | 6     | --       | --          | .600  | 1007  | 245.2    | 220      | 25          | 87       | 1     | 7        | 145      | 2     | 0        | 103   | 91       | 3.33     | 1.25    |

### 記録
初記録
- 初登板：1963年9月7日、対読売ジャイアンツ24回戦（阪神甲子園球場）、9回表に5番手で救援登板・完了、1回無失点
- 初勝利：1963年9月18日、対大洋ホエールズ27回戦（阪神甲子園球場）、8回表に3番手で救援登板・完了、2回無失点
- 初先発登板・初先発勝利・初完投・初完封：1963年9月19日、対大洋ホエールズ28回戦（阪神甲子園球場）

その他の記録
- 月間防御率0.00（30投球回以上）：1963年9月 ※2リーグ制以降史上初[3]

### 背番号
- 18 （1963年 - 1965年）
- 46 （1967年 - 1968年）
- 19 （1969年）
- 11 （1970年 - 1971年）
- 75 （1979年）